# 칭기즈 칸 작전
칭기즈 칸 작전은 1971년 12월 3일 파키스탄 공군이 인도 공군 기지 및 레이더 시설에 가한 공격을 일컫는다. 칭기즈 칸 작전에 의해 1971년 인도-파키스탄 전쟁이 시작했다. 암리차르, 암발라, 아그라, 아완티푸르, 비카네르, 할와라, 조드푸르, 자이살메르, 파탄코트, 부즈, 스리나가르, 우타를라이에 있는 공군 기지 및 암리차르와 파리드코트에 있는 방공 레이더가 목표였다. 목표 지점들이 많았지만 파키스탄 측의 공격은 비효과적이었고, 암리차르 기지의 활주로에 구멍이 나고 레이더 기지가 파괴된 것 외에 인도 측 공군기지의 물리적 손해는 없었다.
그날 아침에 있던 대국민 라디오 연설에서 인도 총리 인디라 간디는 해당 공격을 인도에 대한 선전포고로 간주했고, 인도 공군은 그날 밤부터 다음날 아침까지 대응 공습을 했다.